# Кітті О'Ніл
Кітті О'Ніл (також відома як Кітті О'Нейл і як Кітті Гамблтон/Гемблтон за прізвищем чоловіка, англ. Kitty O'Neil; 24 травня 1946 — 2 листопада 2018) — американська глуха каскадерка і гонщиця, з 1976 до 2019 власник неофіційного жіночого рекорду швидкості на наземному транспортному засобі — 843,323 км/год на SMI Motivator. Лауреат Премії Вольта від Фонду Александра Греєма Белла за видатні заслуги в приверненні уваги громадськості до проблем і досягнень глухих і тих, хто погано чує (1979). Історія її життя стала основою для телевізійного фільму 1979 року «Тиха перемога: Історія Кітті О'Ніл» (англ. Silent Victory: The Kitty O'Neil Story), двічі номінованого на премію Еммі.

## Біографія
Кітті народилася в Корпус-Крісті, Техас, в сім'ї батька-ірландця та матері-черокі. Слух втратила у чотири місяці після перенесеного захворювання на кір у комбінації з паротитом і вітряною віспою. Сім'я Кітті незабаром після її народження переїхала до Вічіто-Фолс, де мати навчила її читання з губ, і тому Кітті закінчила звичайну школу. У 1964 році вона переїхала до Каліфорнії, де готувалася до Олімпійських ігор у Токіо — вона входила до збірної США зі стрибків у воду, але не змогла взяти участь у змаганнях через спінальний менінгіт.
Попри глухоту, свою мініатюрність (зріст 160 см) і дві перенесені операції з видалення ракових пухлин ще у 1960-і роки, Кітті завжди захоплювалася ризикованими заняттями: спочатку випробовувала парашути, потім у 1970 році вийшла заміж за каскадера Даффі Гамблтона (англ. Duffy Hambleton) і стала каскадером сама, знімаючись у 1970-х у таких відомих фільмах, як «Аеропорт 77», «Брати Блюз» та «Омен 2: Демієн». Захоплювалася автоспортом, зокрема драгстерними перегонами. Власниця 22 світових рекордів швидкості на землі та воді, за свої каскадерські досягнення кілька разів потрапляла до книги рекордів Гіннесса. У 1970 році встановила жіночий світовий рекорд швидкості на водних лижах, 168 км/год, а у 1980 — рекорд висоти каскадерського падіння, 38,7 метра (приблизно 12 поверхів).
Про Кітті у 1979 році зняли біографічну стрічку «Тиха перемога: Історія Кітті О'Ніл» (англ. Silent Victory: The Kitty O'Neil Story), який номінували на «Еммі» за режисерську роботу та роль акторки другого плану. Згідно з інтерв'ю 2005 року, після випуску фільму, у якому Кітті виконувала за себе лише трюки, вона була здивована, оскільки майже половина фільму не відповідала реальним подіям. Також випускались її ляльки.
В інтерв'ю 1979 року Кітті приписувала свої успіхи в обраних нею заняттях допомоги господа та своїй глухоті, яка сприяє кращому відчуттю вібрації і дозволяє не відволікатися на шум: «Я можу краще концентруватися і моя душевна рівновага більш стійка». У 1982 році Кітті пішла відійшла від справ та зайнялась вирощуванням квітів, готуванням для вечірок і комп'ютерними іграми в будинку біля озера Евріка разом з Реймондом Волдом (англ. Raymond Wald), який виріс у цих місцях, її партнером з 1989 року (2005).

### Рекорд швидкості
У 1976 році Вільям (Білл) Фредерік завершив будівництво реактивного боліда SMI Motivator, який був розрахований на підкорення швидкості звуку на землі. Через нестачу коштів він продав ексклюзивне право на заїзди на ньому за 50 000 доларів двом автогонщикам і каскадерам: Кітті (яка вклала 20 000) і Генрі (Гелу) Нідхему (його частка становила 30 000, за іншими джерелами — 25 000).
Заїзди почалися влітку 1976 року на висохлому озері Ель Міраж на північ від Лос-Анджелеса, потім продовжилися у Бонневіллі, і, нарешті, на висохлому озері Ельворд в Орегоні. Нідхем у цей час брав участь у зніманні фільму та не сідав за кермо боліда, а Кітті від заїзду до заїзду ставила нові рекорди швидкості для жінок. 6 грудня 1976 року, помолившись, як вона, ревна християнка, завжди робила перед стартом, Кітті показала середню швидкість на кілометрі у двох напрямках 825,127 км/год (у першому заїзді 827,396 км/год), а на одній милі — 843,323 км/год.
Показавши у заїзді максимальну швидкість в момент вимкнення двигуна близько 994 км/год лише на 60 % потужності, вона готова була в наступному заїзді побити тодішній рекорд Гаррі Габеліча у 1014,294 км/год на одній милі, проте спонсори створення реактивного рекордного автомобіля та Нідхем почали тиснути на Фредеріка, щоб він припинив заїзди Кітті. Формальною причиною послужило нібито ігнорування Фредеріком умов контракту з Нідхемом (контракти були сформульовані так, що Кітті давалося право на ексклюзивне побиття жіночого рекорду швидкості, а Нідхему — чоловічого), а також «утиск чоловічої гідності та взагалі Нідхема, всіх чоловіків світу, якщо раптом жінка виявиться чемпіонкою планети». Представник Нідхема навіть нібито заявив репортерам, що для жінки буде «принизливо» поставити «чоловічий» рекорд (журнал «Sports Illustrated» стверджує, що це було неправильне цитування, в результаті якого Нідхем отримав кілька дзвінків, які називали його свинею-шовіністом і гіршими словами, а інші джерела відносять цей вислів спонсору, який боявся за продажі ляльок Нідхема, якби він не виявився найшвидшим гонщиком світу). Під загрозою судового позову від Нідхема та втрати його грошей наступного дня Фредерік буквально в останній момент перед стартом висмикнув Кітті з готової до запуску машини й усунув її від заїздів.
У липні 1977 року за кермо автомобіля сів Нідхем. Під час третього заїзду не розкрилися всі три гальмівні парашути і болід, прооравши в піску багатосотметрову борозну, став непридатним, хоча гонщик практично не постраждав. Як з'ясувалося, у контейнери з парашутами для заїздів співробітником фірми, яка їх виробляла, по наущенню та за гроші однієї з рекордних команд, що конкурували, була залита кислота. Автомобіль підлатали та продали у приватну колекцію вдові австрійського гонщика Йохена Ріндта.
Встановлений Кітті рекорд досі не побитий, проте не визнаний ФІА, оскільки автомобіль мав лише три колеса замість чотирьох і більше. З іншого боку, деякі джерела стверджують, що рекорд був визнаний ФІМ, яка займається три- та двоколісними транспортними засобами, зазвичай мотоциклами, тоді як на сайті ФІМ він відсутній.

### Рекорд на 402 метри (чверть милі) з місця
7 липня 1977 року на реактивному драгстері «Ракетний кіт» (англ. Rocket Cat), сконструйованому Каєм Майкельсоном, на дні висохлого озера Ель-Міраж, штат Каліфорнія Кітті встановила рекорд на 402 метри, проїхавши їх за 3,225 секунди. У цьому ж заїзді було встановлено рекорд кінцевої швидкості на 402 метри у 631,732 км/год.
Рекорд був встановлений не в офіційному драгстерному змаганні та не повторений з точністю до 1 % у тому самому змаганні, тому не визнаний NHRA. Через те, що заїзд проходив тільки в одному напрямку, він не визнаний також і ФІА.